# Prohylesia
Prohylesia é um gênero de mariposa pertencente à família Bombycidae.